# Sparklehorse
Sparklehorse是一個創立於美國維吉尼亞州的搖滾樂團，在獨立搖滾和另類鄉村圈尤為出名。創團成員為福里德里克·馬克·林庫思（Frederick Mark Linkous）。
樂團首張唱片《Vivadixiesubmarinetransmissionplot》由國會唱片發行。歌曲題材常包含典故，音色脆弱而美麗。在1995年至2006年間發行的四張專輯被《紐約時報》認為具有披頭四式的陽光旋律，並裹夾一層破損的民謠搖滾的外衣。
雖然Sparklehorse並未企及所謂的商業成功，但在樂評人和音樂人之間小有名氣。《滾石》雜誌稱他們1999年的唱片《Good Morning Spider》為「迷幻阿帕拉契民謠的手工聖品」。第三張專輯《It’s a Wonderful Life》於2001發行，迎來汤姆·威茨及PJ Harvey作客獻聲。林庫思在2010年舉槍自盡，享年47歲。

## 資料來源
1. ↑  Sisario, Ben. . The New York Times. 2010-03-08  [2024-06-21]. ISSN 0362-4331. （原始内容存档于2024-12-04） （美国英语）.